# Liste des monuments historiques de l'arrondissement d'Arcachon

Localisation de l'arrondissement d'Arcachon en Gironde.

Cet article recense les monuments historiques de l'arrondissement d'Arcachon, dans le département de la Gironde, en France.

## Statistiques
L'arrondissement d'Arcachon, dans l'ouest de la Gironde, concentre 23 édifices protégés au titre des monuments historiques (2 % du total du département). Parmi ceux-ci, 7 protections concernent 7 maisons distinctes du lotissement Le Corbusier de Lège-Cap-Ferret.

## Liste
| Monument                              | Commune            | Adresse         | Coordonnées                        | Notice                                                                                                   | Protection | Date | Illustration                          |
| ------------------------------------- | ------------------ | --------------- | ---------------------------------- | --- | ---------- | ---- | ------------------------------------- |
| Substructions gallo-romaines          | Andernos-les-Bains |                 | 44° 44′ 34″ nord, 1° 06′ 21″ ouest | « PA00083111 »                                                                                           | Classé     | 1933 | Substructions gallo-romaines          |
| Monument aux morts de la guerre 14-18 | Arcachon           |                 | 44° 39′ 29″ nord, 1° 09′ 41″ ouest | « PA33000183 »                                                                                           | Inscrit    | 2015 | Monument aux morts de la guerre 14-18 |
| Synagogue d'Arcachon                  | Arcachon           |                 | 44° 39′ 30″ nord, 1° 10′ 05″ ouest | « PA33000080 »                                                                                           | Inscrit    | 2004 | Synagogue d'Arcachon                  |
| Villa Thérésa                         | Arcachon           |                 | 44° 39′ 28″ nord, 1° 10′ 14″ ouest | « PA00083112 »                                                                                           | Inscrit    | 1980 | Villa Thérésa                         |
| Aérium d'Arès                         | Arès               |                 | 44° 45′ 15″ nord, 1° 07′ 56″ ouest | « PA33000023 »                                                                                           | Inscrit    | 2000 | Aérium d'Arès                         |
| Domaine de Certes                     | Audenge            |                 | 44° 41′ 24″ nord, 1° 01′ 27″ ouest | « PA00083897 »                                                                                           | Inscrit    | 1991 | Domaine de Certes                     |
| Croix de cimetière                    | Belin-Béliet       |                 | 44° 28′ 18″ nord, 0° 48′ 19″ ouest | « PA00083137 »                                                                                           | Inscrit    | 1987 | Croix de cimetière                    |
| Croix des Pèlerins                    | Belin-Béliet       |                 | 44° 28′ 17″ nord, 0° 48′ 12″ ouest | « PA00083867 »                                                                                           | Inscrit    | 1990 | Croix des Pèlerins                    |
| Église Saint-Pierre de Mons           | Belin-Béliet       |                 | 44° 28′ 18″ nord, 0° 48′ 19″ ouest | « PA00083138 »                                                                                           | Inscrit    | 1987 | Église Saint-Pierre de Mons           |
| Fontaine Saint-Clair                  | Belin-Béliet       |                 | 44° 28′ 17″ nord, 0° 48′ 23″ ouest | « PA00083866 »                                                                                           | Inscrit    | 1990 | Fontaine Saint-Clair                  |
| Chapelle Sainte-Marie-du-Cap          | Lège-Cap-Ferret    |                 | 44° 41′ 10″ nord, 1° 14′ 07″ ouest | « PA33000107 »                                                                                           | Inscrit    | 2008 | Chapelle Sainte-Marie-du-Cap          |
| Lotissement Le Corbusier              | Lège-Cap-Ferret    | avenue du Médoc | 44° 47′ 59″ nord, 1° 08′ 28″ ouest | « PA00083876 » « PA00083877 » « PA00083878 » « PA00083879 » « PA00083880 » « PA00083881 » « PA00083882 » | Inscrit    | 1990 | Lotissement Le Corbusier              |
| Maison Février                        | Lège-Cap-Ferret    |                 | 44° 41′ 21″ nord, 1° 14′ 00″ ouest | « PA33000208 »                                                                                           | Inscrit    | 2017 | Image manquante Téléverser            |
| Phare du Cap-Ferret                   | Lège-Cap-Ferret    |                 | 44° 38′ 45″ nord, 1° 14′ 56″ ouest | « PA33000114 »                                                                                           | Inscrit    | 2009 | Phare du Cap-Ferret                   |
| Église du Vieux Lugo                  | Lugos              |                 | 44° 30′ 23″ nord, 0° 49′ 15″ ouest | « PA00083612 »                                                                                           | Classé     | 1957 | Église du Vieux Lugo                  |
| Château de Ruat                       | Le Teich           |                 | 44° 38′ 20″ nord, 1° 01′ 40″ ouest | « PA00083852 »                                                                                           | Inscrit    | 1970 | Château de Ruat                       |
| Monument aux morts                    | Le Teich           |                 | 44° 38′ 09″ nord, 1° 01′ 19″ ouest | « PA33000198 »                                                                                           | Inscrit    | 2015 | Monument aux morts                    |
| Hôtel de Baleste                      | La Teste-de-Buch   |                 | 44° 37′ 52″ nord, 1° 08′ 33″ ouest | « PA33000076 »                                                                                           | Inscrit    | 2004 | Hôtel de Baleste                      |
| Villa Geneste                         | La Teste-de-Buch   |                 | 44° 36′ 11″ nord, 1° 12′ 30″ ouest | « PA33000146 »                                                                                           | Inscrit    | 2011 | Villa Geneste                         |
| Villa Téthys                          | La Teste-de-Buch   |                 | 44° 38′ 13″ nord, 1° 12′ 12″ ouest | « PA33000051 »                                                                                           | Inscrit    | 2001 | Villa Téthys                          |

## Anciens monuments historiques
| Monument         | Commune  | Adresse | Coordonnées                        | Notice         | Protection    | Date      | Illustration     |
| ---------------- | -------- | ------- | ---------------------------------- | -------------- | ------------- | --------- | ---------------- |
| Casino Mauresque | Arcachon |         | 44° 39′ 30″ nord, 1° 10′ 22″ ouest | « PA33000079 » | Inscrit Radié | 1975 2004 | Casino Mauresque |